# Meat Katie
Meat Katie (eigentlich Mark Pember) ist ein in London ansässiger Breakbeat-Produzent und DJ. In den letzten Jahren wurde er bekannt durch die Entwicklung seines Stils: „Tech-Funk“, in dem er die Stile Techno, Tribal House, Electro, Breakbeat und House kombiniert. Momentan steht er bei LOT49 unter Vertrag. Meat Katie gewann den „Outstanding Contribution to Breakbeat“-Award bei den Breakspoll-Awards 2006.

## Diskografie
- Off the Bone (1998)
- Long to Belong (2001)
- Vibrator (2006)

### Kompilationen
- Destination Australia '02 (2003)
- Bedrock Breaks (2004)
- Beyond the Darkness
- FabricLive 21

## Belege
1. ↑  Chartquellen: UK1 UK2 UK3 UK4